# Ostedes harmandi
Ostedes harmandi là một loài bọ cánh cứng trong họ Cerambycidae.